# موفق السيد
موفق السيد (1958-) فنان تشكيلي فلسطيني. مواليد المملكة العربية السعودية، هاجرت عائلته من قرية الجاعونة أثناء نكبة عام 1948، تلقى تعليمه الأساسي في مدارس الأونروا، ومنها اكتشف المدرسين موهبته. انضم إلى معهد إعداد المدرسين في دمشق، ومعهد الفنون الجميلة في بيروت. حصل على بكالورويس الفنون الجميلة من جامعة دوسلدورف في ألمانيا. وهو عضو في الاتحاد العام للفنانين التشكيلين في سوريا، وعضو مؤسس في الهيئة الإدارية.

## أسلوبه الفني
يبرز في أعمال موفق التعبيرية والسريالة، التي يحاكي فيها الواقع في الخيال والفراغ من خلال توظيف الأشكال وتكتيلها في رموز مستحضرة من الافتراض، وينسج منها علاقات شكليه هندسية، لتكون تجريد للذاكرة والحلم والانفعالية، وينشرها فوق سطوح الخامات بتجسمياتها الهندسية. مارس أشكال مختلفة من الفنون كفنون السمرح، والسينما، والديكور، والأزياء، ومنها انتقل إلى فضائه العربي في المسرح والتلفيزيون. يركز في أعماله على القضية الفلسطينية، بمداخلات تصويرية تحمل العناصر والرموز في لوحاته البصرية، ويظهر ذلك في ملصقاته السياسية التي تحاكي التراث الفلسطيني، والمقاومة، والعودة.

## معارضه
لموفق مجموعة من المعارض الفردية والجماعية منها:
- معرض صالة نصير شورى، في دمشق عام 1993.
- معرض الكاهكة آخن، عام 1987.
- معرض جامعة ضورطموند، عام 1988.
- معرض الخمسة، في صالة ناجي العلي، دمشق عام 1989.
- معارض وبينالي المحبة والسلام، اللاذقية عام 1993.
- معرض ملتقى جسر المحبة، في متحف دمشق عام 1998.
- معرض ملتقى بيكاسو الدولي، في ملقا اسبانيا عام 2020.

## جوائزه
حصل موفق على مجموعة من الجوائز منها، جائزة مهرجان توسسنغ ميونخ عام 1988. الجائزة الذهبية لمهرجان القاهرة للإذاعة والتلفزيون عن أفضل مصصم أزياء في مسلسل الثريا عام 1996. جائزة مهرجان الفجر السينمائي في طهران، عن تصميم أزياء فيلم المتبقي عام 1994. الجائزة الذهبية لمهرجان القاهرة للإذاعة والتلفزيون عن أفضل مهندس ديكور في مسلسل الطارق عام 2005. وجائزة مهرجان الإذاعة والتلفزيون العربي تونس عن أفضل مهندس ديكور في مسلسل أحمد بن حنبل عام 2018.

## المقتنيات
لموفق مقتنيات في متحف صوفيا، متحف قصر الاسمبلي صوفيا، بلغاريا، ومتحف دمشق للفن الحديث، ومتحف أفنكلشي أكدمي في ميونخ.
1. ↑  "الفن التشكيلي الفلسطيني في سورية - ديوان العرب". www.diwanalarab.com. مؤرشف من الأصل في 2024-12-06. اطلع عليه بتاريخ 2024-08-04.
2. ↑  "موفق السيد - ديكور فيلموجرافيا، صور، فيديو". elCinema.com. مؤرشف من الأصل في 2024-08-04. اطلع عليه بتاريخ 2024-08-04.
3. ↑  "الفراغ والمكان جدلية مفهومها الرمزي والسريالي في التجربة التشكيلية للفنان موفق السيد". دنيا الرأي. مؤرشف من الأصل في 2024-08-04. اطلع عليه بتاريخ 2024-08-04.
4. ↑  "الثورة". thawra.sy. مؤرشف من الأصل في 2024-08-04. اطلع عليه بتاريخ 2024-08-04.
5. ↑  بركات، جمان (15 يونيو 2023). "معرض موفق السيد في الآرت هاوس.. العمارة المزخرفة بالحلم". جريدة البعث. مؤرشف من الأصل في 2024-11-30. اطلع عليه بتاريخ 2024-08-04.
6. 1 2  موسوعة الفنانين التشكيليين الفلسطينيين 1863-1990 الجزء الثاني. Palestine ministry of culture. 1 يناير 2022. ص. 248. مؤرشف من الأصل في 2024-12-03.